# Хронология вторжения России на Украину (март 2022)
Данная статья является частью хронологии широкомасштабного вторжения РФ на Украину и описывает события, произошедшие в марте 2022 года.

## Март

### 1 марта
В результате ракетного удара по Киевской телебашне была повреждена аппаратная, погибли 5 человек. Также под обстрел попал Мемориальный центр Холокоста «Бабий Яр», пострадали военное кладбище и здание, где планировалось разместить Мемориальный центр Холокоста.

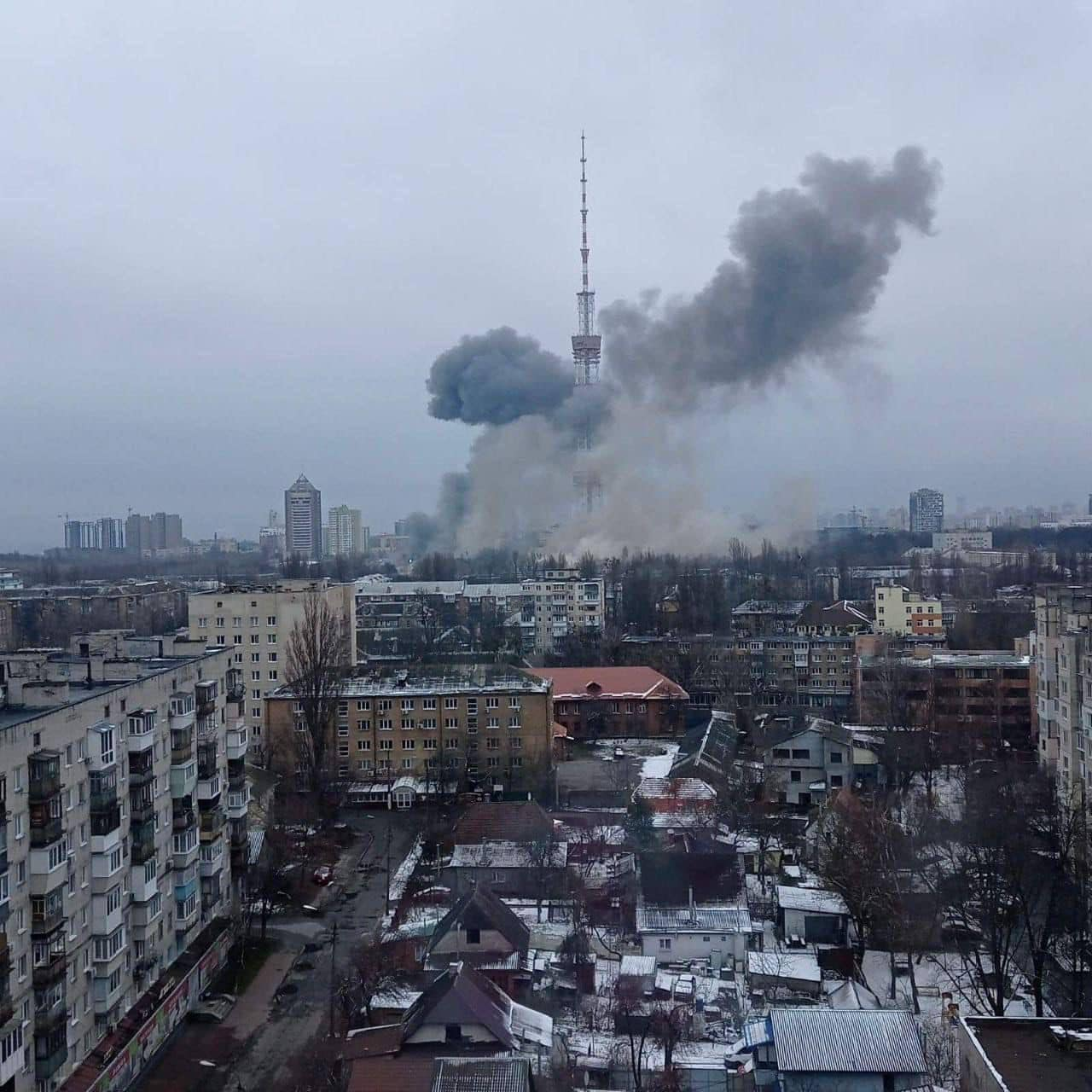
Киевская телебашня после российского обстрела

Украинская сторона сообщила о начале штурма Херсона, стрельбе и взрывах на окраине Черкасс, попадании снаряда в общежитие в городе Васильков Киевской области. Власти Чернигова заявили об обстреле жилых районов города из «Градов». На спутниковых снимках к северу от Киева была обнаружена 60-километровая колонна российской военной техники.

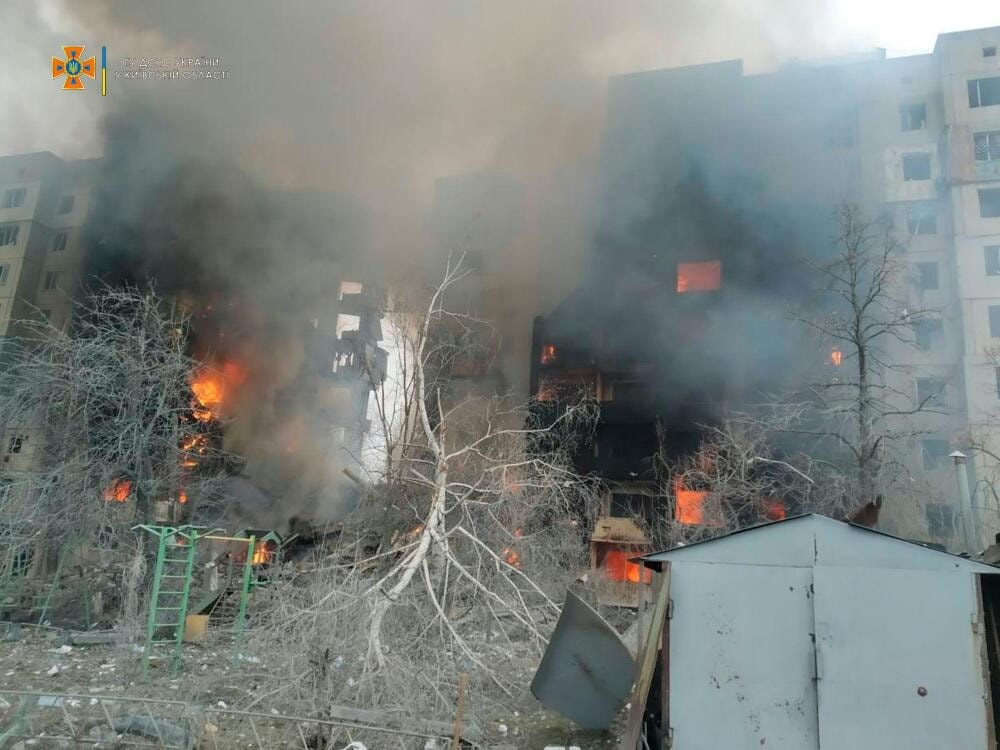
Бородянка после авиабомбардировки, 2 марта

Утром две российских ракеты попали в здание областной администрации на площади Свободы в Харькове. По данным главы администрации, погибли 44 человека. Владимир Зеленский в публичном выступлении назвал Россию «государством-террористом». Кроме того, украинская сторона заявила об обстреле города из РСЗО «Град». В Херсоне российские снаряды попали в две жилые девятиэтажки.
В Бородянке к северо-западу от Киева российская артиллерия и авиация уничтожили жилые дома и гражданскую инфраструктуру на центральной улице.  Вечером 1 и утром 2 марта российская авиация разбомбила в посёлке 8 многоэтажных домов, под завалами которых погибли не менее 40 мирных жителей.
Представители ЕС вышли из зала во время онлайн-выступления главы МИД РФ Сергея Лаврова на конференции ООН по разоружению.

### 2 марта
Минобороны России заявило о взятии под контроль Херсона. Городской голова Херсона Игорь Колыхаев провёл переговоры с российскими военными.
Российские войска полностью окружили Мариуполь; город оказался отрезан от источников воды, теплоснабжения и электричества. Возобновилось наступление российских войск на Киев.

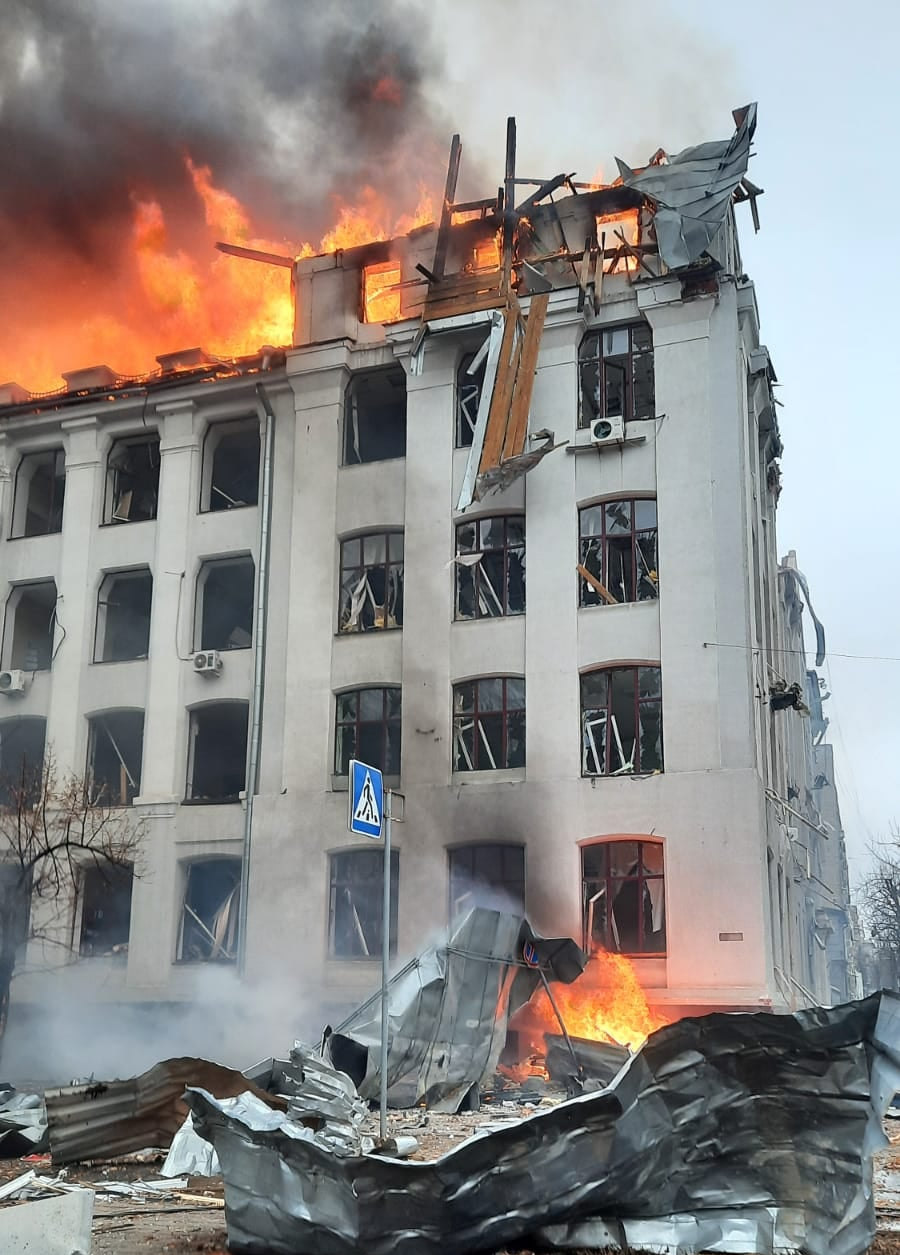
Экономический факультет Харьковского национального университета (Дом Наркомтруда), 2 марта

Бомбардировкам подверглись Киев, Харьков, Изюм, Житомир, Лисичанск. В Киеве снаряд повредил здание Южного вокзала, с которого осуществлялась эвакуация мирных жителей по ж/д. В Харькове был нанесён удар по зданиям областного управления полиции и экономического факультета Харьковского национального университета имени В. Н. Каразина. Также в Харькове от обстрелов пострадал Успенский собор, где укрывались гражданские. Погибла сотрудница Специальной мониторинговой миссии ОБСЕ Марина Фенина. В Изюме и Житомире под удар попали жилые дома.
По факту обращения 38 государств главный прокурор Международного уголовного суда начал расследование возможных военных преступлений России. Генассамблея ООН приняла 141 голосом резолюцию ES-11/1, в которой осудила вторжение России на Украину. Верховный комиссар ООН по делам беженцев оценил число беженцев из Украины в 1 млн человек. Управление Верховного комиссара ООН по правам человека подтвердило гибель 227 гражданских лиц с начала войны (Государственная служба Украины по чрезвычайным ситуациям в тот же день сообщила о более 2000 погибших).
В Государственную Думу были внесены поправки о 15-летнем тюремном сроке за публикацию сведений о действиях российских военных, не соответствующих официальным источникам.

### 3 марта
Продвижение колонны российской техники на Киев, по данным британской разведки, застопорилось из-за сопротивления украинцев, механических поломок и пробок. Владимир Зеленский заявил о прибытии на Украину 16 тысяч иностранных добровольцев.
Верховный комиссар ООН по делам беженцев Филиппо Гранди сообщил об 1 млн граждан Украины, покинувших страну из-за войны.

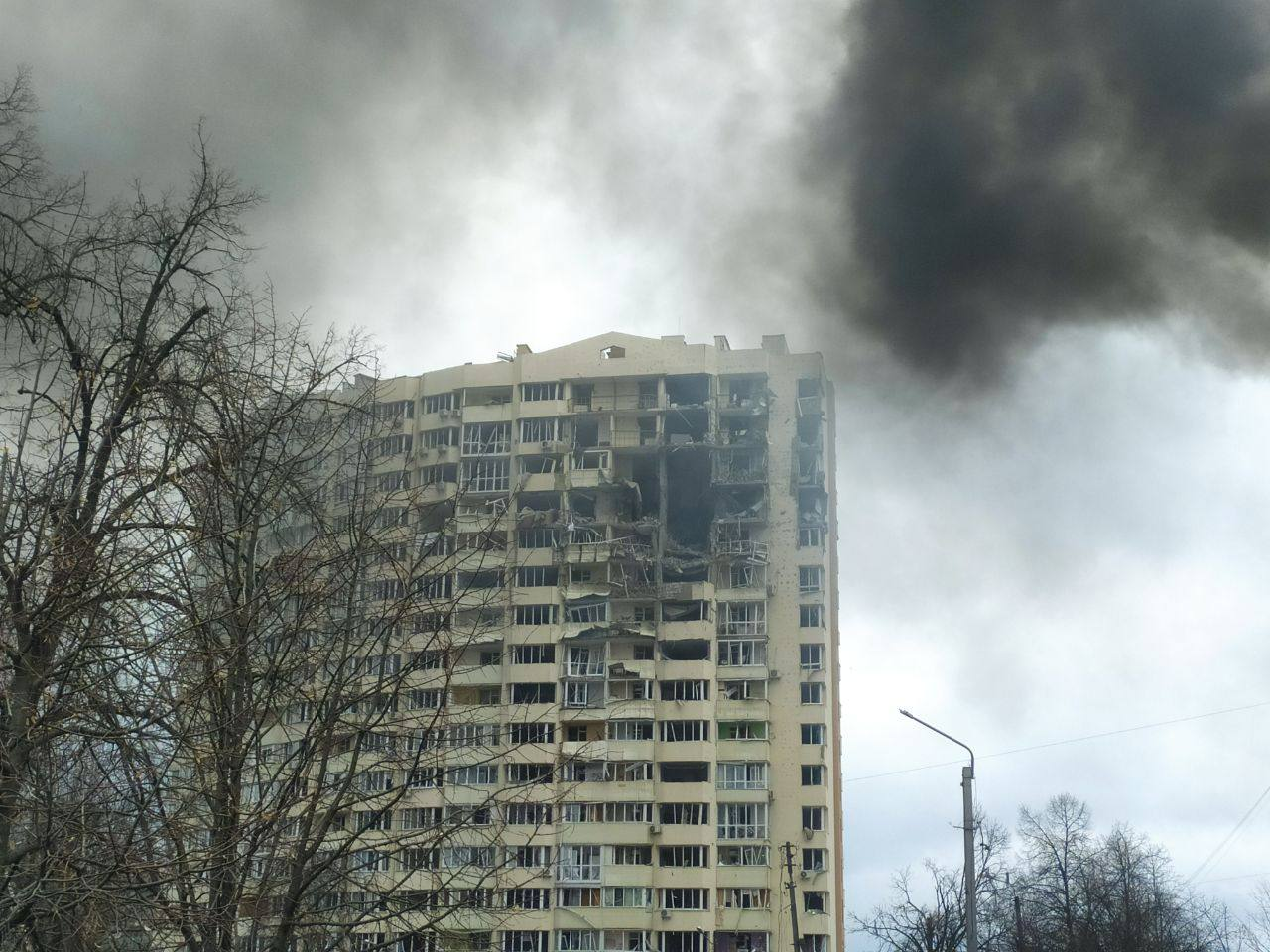
Дом в Чернигове после авиаудара 3 марта

По утверждению украинской стороны, в результате обстрела ВС РФ жилых кварталов Чернигова повреждено много домов и погибли 33 мирных жителя (по уточнённым данным следующего дня — 47). В Харькове в результате ракетного удара по административным зданиям погибло 4 человека. Авиаудар по жилому сектору Изюма унёс жизни 8 человек, сообщил заммэра по гуманитарным вопросам. В Суме под удар попали военная часть и кадетское училище, пятеро доставлены в больницу.
Минобороны Эстонии объявило о поставке Украине второй партии противотанковых ракетных комплексов Javelin. Бундесвер одобрил поставку Украине 2700 зенитных ракет «Стрела» из запасов армии ГДР.

### 4 марта

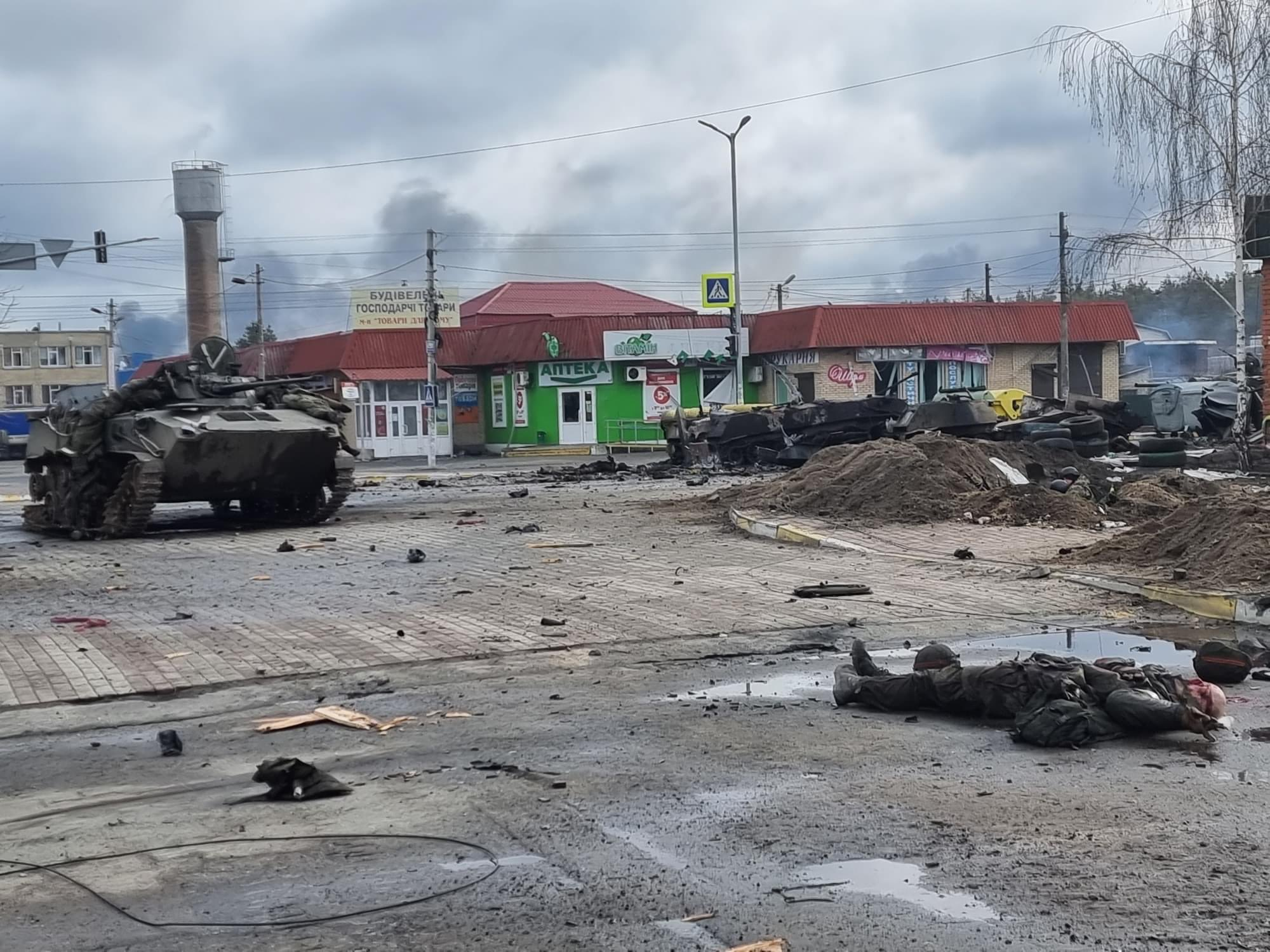
Результаты боя в Гостомеле,
4 марта 2022

В ночь на 4 марта произошёл обстрел Запорожской АЭС российскими войсками. Украинская сторона заявила о попадании снаряда в первый энергоблок станции. Возник пожар в учебно-тренировочном комплексе. В экстренном видеообращении Владимир Зеленский сравнил возможные последствия атаки с Чернобыльской катастрофой. Иностранные лидеры единодушно осудили действия российской армии. После занятия станции российскими войсками и допуска на объект сотрудников ГСЧС Украины пожар был потушен. В ходе обстрела ранения получили два человека. МАГАТЭ сообщила, что основное оборудование АЭС не пострадало, уровень радиации остался в норме.
Украинская сторона заявила, что выбила российские войска из Николаева.
Российским ракетным ударом был разрушен Житомирский бронетанковый завод. Власти Украины сообщили о затоплении экипажем флагманского корабля ВМС Украины фрегата «Гетман Сагайдачный», чтобы не допустить его захвата российскими войсками.
Газета The Times заявила о 3 попытках покушения на Владимира Зеленского, в которых принимали участие наёмники из ЧВК Вагнера и чеченский спецназ. По данным издания, покушения были предотвращены благодаря сотрудникам ФСБ России, выступающим против войны с Украиной. Группа следователей Международного трибунала выехала на Украину для расследования возможных военных преступлений России.
Сенатор Людмила Нарусова в ходе выступления в Совете Федерации рассказала о потерях среди солдат-срочников: по её словам, из конкретной роты в 100 человек в живых остались только четверо. Владимир Путин подписал закон об уголовной ответственности за распространение информации о действиях российской армии, не соответствующей позиции властей. Telegram начал блокировать каналы холдинга Russia Today в странах Европы.

### 5 марта
Сорвалось открытие гуманитарных коридоров для выхода мирных жителей из Мариуполя и Волновахи при участии Международного комитета красного креста. Украина обвинила Россию в обстреле путей эвакуации в нарушение объявленного последней же «дня тишины». Минобороны РФ возложило вину на украинских военных, якобы препятствовавших выходу гражданских лиц из города, и к вечеру официально возобновило наступление. Минобороны Великобритании считает, что предложенный Россией режим прекращения огня в Мариуполе был попыткой избежать международного осуждения, позволяющей в дальнейшем переложить вину за жертвы среди мирного населения на Украину.
Тем не менее около 400 человек смогли выехать из Мариуполя в сторону Украины.
The Washington Post опубликовал информацию о планах действий, разработанных руководством США и стран ЕС на случай затяжной войны с партизанским противостоянием и правительством в изгнании.
В ходе видеообращения Владимир Зеленский критически высказался об отказе НАТО от установки бесполётной зоны над Украиной. Тема бесполётной зоны неоднократно была предметом обсуждений, и страны НАТО воздерживались от этого шага, чтобы избежать прямой конфронтации с РФ.
Несмотря на шаббат премьер-министр Израиля Нафтали Беннет провёл встречу с Владимиром Путиным, чтобы обсудить войну на Украине и положение израильтян и иудеев в воюющих странах.
Минпромторг России разрешил торговым сетям ограничивать продажу товаров «в одни руки». Режим закрытого неба на юге России был продлён до 14 марта. Вступили в силу статьи КоАП и УК РФ, устанавливающие ответственность за участие в антивоенных акциях — до 5 лет лишения свободы.
Главное управление разведки Минобороны Украины опубликовало список российских лётчиков, которые совершают авианалёты на украинские города с аэродрома «Лида». В занятом российскими военными Херсоне прошёл митинг против оккупации, российские военные открыли огонь в воздух. Продолжились обстрелы Харькова, на северо-востоке города под удары попали многоэтажные дома.
В украинских СМИ опубликовали видео, предположительно российской колонны Владимирского СОБРа, разбитого под Харьковом по дороге на Старый Салтов — посёлок в 30 километрах к востоку от Харькова. «Медиазона» предположила, что при атаке были убиты не менее 40 человек.

### 6 марта

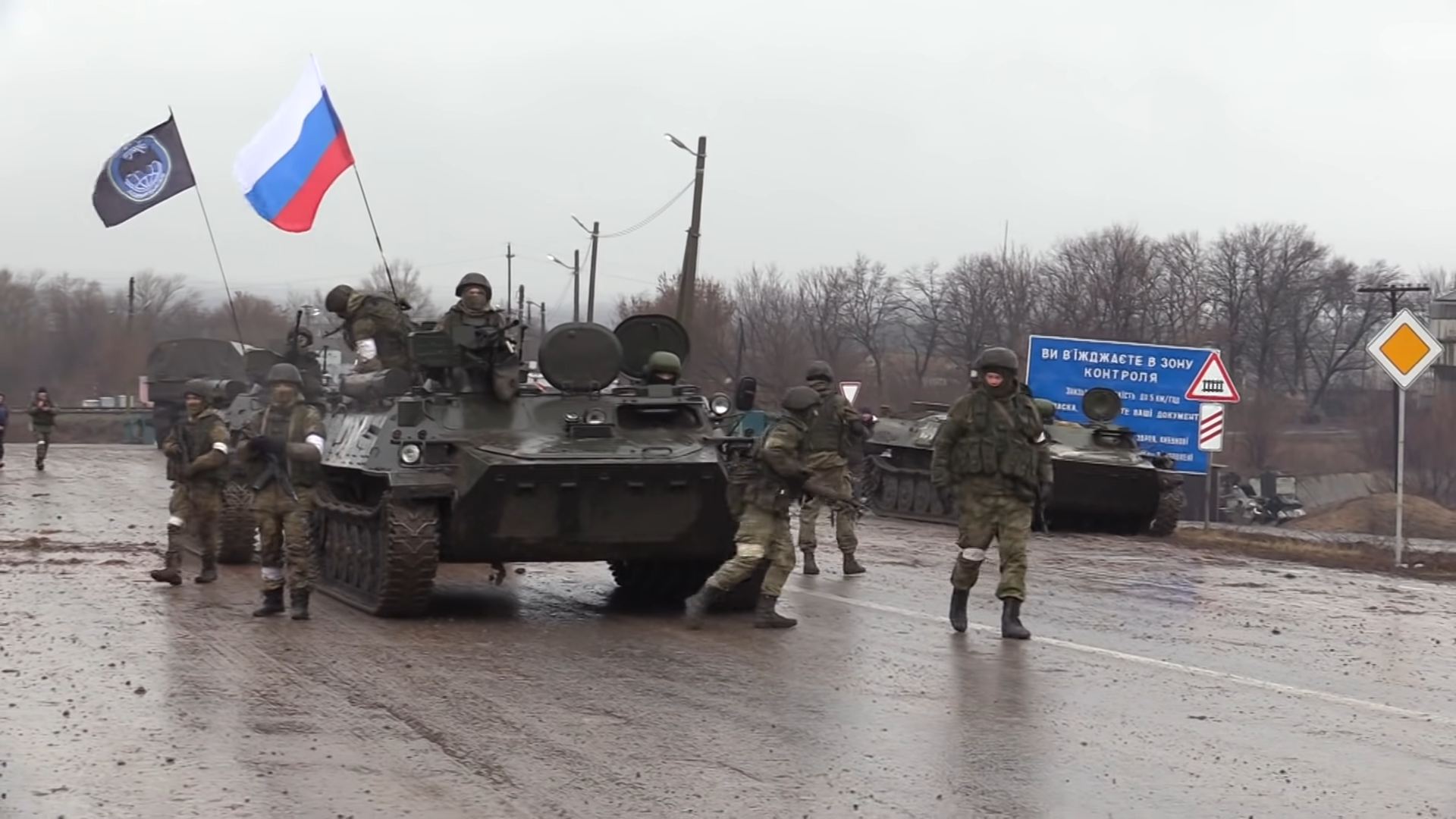
Подразделения ВС РФ в Новоайдаре 6 марта

Украинская сторона сообщила о попытке прорыва позиций ВСУ в Балаклее Харьковской области, боях в Сумской и Николаевской областях и в районе Чернигова, удержании позиций в Мариуполе, на Слобожанском и восточной части Таврического направлений.
Российские войска нанесли удары по ключевым аэродромам в центральной Украине. В частности, был полностью разрушен аэропорт Винницы.
«Громадське» заявило о размещении российской военной базы на территории Запорожской АЭС. Минобороны России выпустило заявление об использовании ВВС Украины военных аэродромов сопредельных стран.
В 44 городах России прошли антивоенные протесты, задержаны более 4,3 тыс. человек, включая 1,6 тыс. в Москве и почти 1200 в Санкт-Петербурге. Согласованный двухтысячный митинг прошёл в Алма-Ате, Казахстан.
В России перестали работать платёжные системы Visa и MasterCard, процессинг уже выпущенных карт продолжился на базе НСПК. ЦБ РФ ограничил переводы из РФ суммой в 5 тыс. $ в месяц.
По данным ООН, с начала войны на Украину вернулось более 100 тыс. человек, главным образом мужчин призывного возраста. Глава МИД страны сообщил о 20 тыс. иностранных добровольцев, направляющихся на Украину для участия в боевых действиях. Владимир Зеленский ввёл почётное звание «Город-герой Украины» и присвоил его шести городам: Харькову, Чернигову, Мариуполю, Херсону, Гостомелю и Волновахе.
The Wall Street Journal рассказал о планах поставок Украине истребителей советского производства из Польши в обмен на американские истребители F-16.

### 7 марта

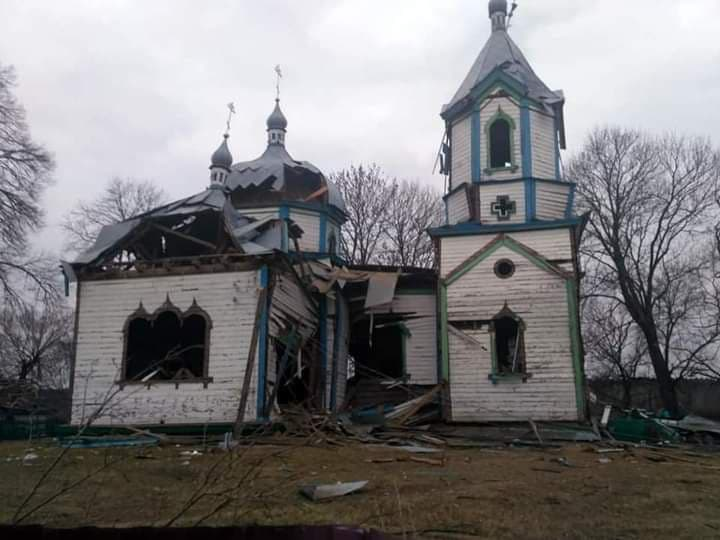
Церковь 1862 года в Вязовке (Житомирская область) после обстрела 7 марта

ВСУ заявили, что ночью отбили город Чугуев Харьковской области.
Утром был осуществлён удар российской крылатой ракетой «Калибр» по казарме 79-й десантно-штурмовой бригады ВСУ в Николаеве. По данным властей Украины, в результате удара восемь военных были убиты, восемь пропали без вести и 19 получили ранения. Также ранним утром российская армия вела обстрел Николаева с применением систем залпового огня: под удар попали казармы, жилые дома, территория завода «Заря — Машпроект». Conflict Intelligence Team заявил об использовании российскими военными кассетных боеприпасов. В первой половине дня российские войска неудачно попытались занять аэропорт Николаева.
Международный суд ООН начал рассмотрение иска Украины к России, в котором Украина обвинила Россию в использовании вымышленного предлога для агрессии и актах геноцида. Россия отказалась от участия в слушаниях, заявив, что военная операция выходит за рамки юрисдикции суда. В Беловежской пуще прошёл третий раунд переговоров, после которых стороны объявили о прогрессе в части гуманитарных коридоров.

### 8 марта
При участии Красного Креста стороны продолжили переговоры о гуманитарных коридорах: Россия настаивала на вывозе украинцев в Россию и Белоруссию, Украина — на эвакуации в западные регионы страны. На 8 марта Украину покинуло до 2 млн человек, около 100 тыс. из них оказались в России.
В Житомирской области из-за обстрела возник сильный пожар на нефтебазе. Продолжились обстрелы Харькова, бои в районе Мариуполя, Изюма, Николаева. Conflict Intelligence Team сообщил о переброске частей в направлении Киевской области.
Генпрокурор Германии Петер Франк начал расследовать предполагаемые военные преступления России на Украине — применение кассетных боеприпасов, обстрелы жилых домов и объектов гражданской инфраструктуры. Экс-президент Украины Виктор Янукович, бежавший в Россию в 2014 году, призвал Зеленского любой ценой достичь мирного договора с Россией.

### 9 марта
Минобороны России впервые признало факт отправки солдат-срочников на Украину, что ранее отрицали все официальные лица, включая Владимира Путина (по заявлению министерства, присутствие срочников носило единичный характер).
Российские войска нанесли авиаудар по роддому и детской больнице № 3 в Мариуполе, пострадало 17 человек. Эксперты ОБСЕ подтвердили, что бомбардировка больницы и роддома является военным преступлением, ответственность за которое несут российские военные. Российская сторона пыталась отвергать свою ответственность за удар, обвиняя в произошедшем украинских военных, однако российские и международные специалисты по фактчекингу сошлись в оценке несостоятельности официальной российской позиции.

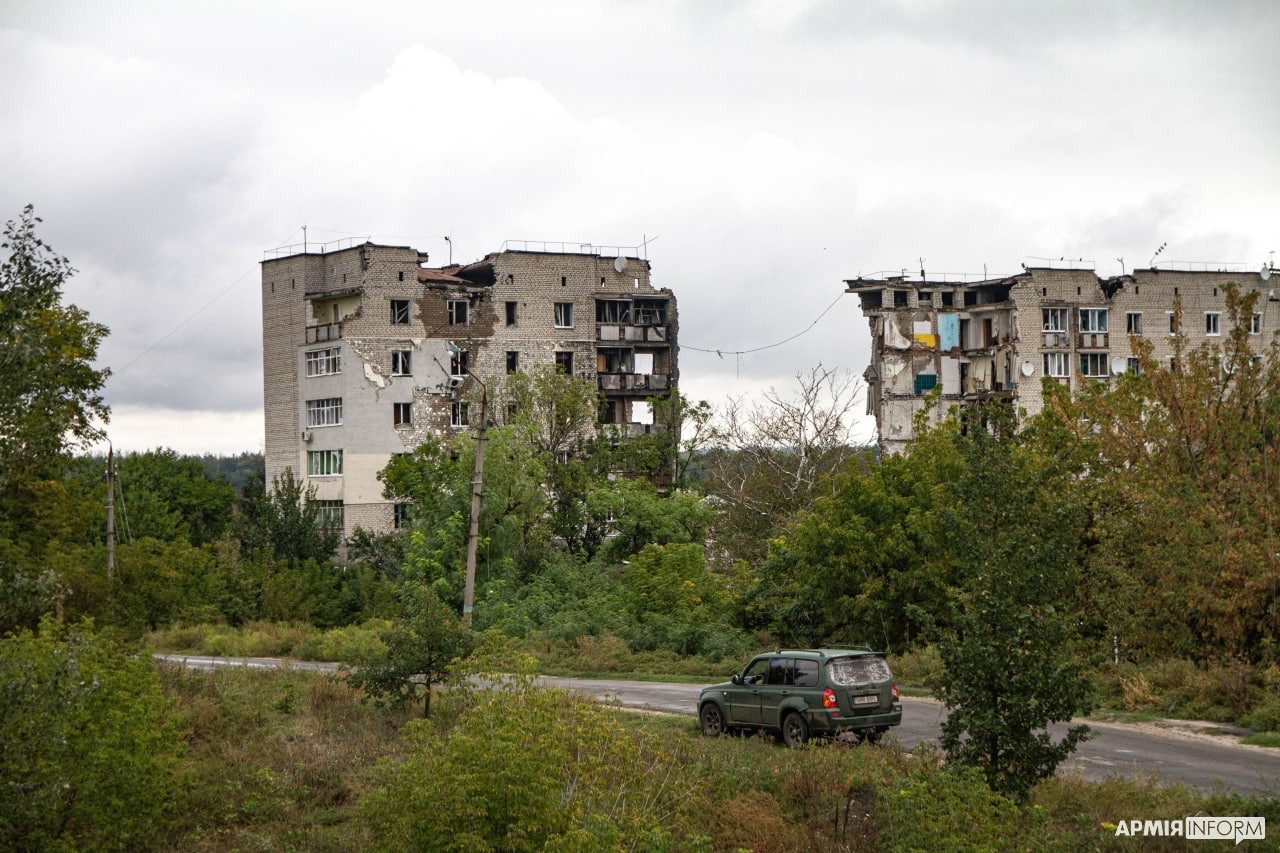
Руины дома в Изюме, разрушенного 9 марта

Российским авиаударом разрушен 5-этажный дом в Изюме (Харьковская область). По первоначальным данным, погибли 44 человека; в сентябре омбудсмен Украины назвал цифру 54 погибших.
Из-за аварии на линии электропередач была обесточена Чернобыльская АЭС, питание было восстановлено с помощью резервных дизельных генераторов. МАГАТЭ пришло к выводу, что потеря энергоснабжения не создаёт угрозы безопасности станции. На следующий день внешнее энергоснабжение было налажено по линии электропередачи до Мозыря, Белоруссия.
Владимир Зеленский подписал законы, ужесточающие наказания за государственную измену (вплоть до пожизненного лишения свободы) и мародёрство, а также разрешил гражданским лицам применять оружие против российских военных. Российский Центробанк ввёл полугодовой запрет на обмен наличной иностранной валюты в России и ограничения на снятие денег с валютных счетов.

### 10 марта
Украина заявила об эвакуации более 80 тыс. человек в Сумской, Харьковской и Киевской областях за день, доставке гуманитарной помощи в Энергодар и Изюм, гуманитарной катастрофе в Мариуполе и Ворзеле, а также обвинила Россию в обстреле гуманитарных коридоров. Минобороны России заявило, что не будет согласовывать с Украиной гуманитарные коридоры для вывоза гражданских в Россию.
Не дожидаясь исключения из Совета Европы, МИД РФ заявил о самостоятельном выходе из организации.
Курс доллара на Московской бирже превысил 121 рубль, евро — 132 рубля. Вслед за ограничениями на покупку иностранной валюты физическими лицами, ЦБ России ввёл ограничения для предпринимателей и юридических лиц. Минэкономразвития России представило проект закона, создающего правовую базу для национализации активов компаний, покинувших российский рынок после начала войны. Президент Украины подписал закон, открывающий возможности для конфискации имущества российских юридических лиц на Украине. Международный валютный фонд выделил Украине 1,4 млрд долларов экстренной финансовой помощи.
Как сообщил Reuters, Meta (головная компания Facebook, Instagram, WhatsApp) временно изменила политику в отношении hate speech, разрешив в ряде стран призывы к смерти Владимира Путина и Александра Лукашенко, если те не содержат описания места или метода убийства, а также призывы к насилию против российских солдат в контексте войны с Украиной.

### 11 марта
Утром российские войска нанесли многочисленные ракетные удары по широкому кругу целей на территории Украины. В частности, был атакован военный аэродром в Ивано-Франковске и нанесён значительный ущерб аэродрому в Луцке.
Минобороны России заявило о взятии под контроль силами ДНР города Волноваха.
Русская служба BBC сообщила о расширении набора в ЧВК Вагнера для участия в войне на Украине, для чего организация снизила действовавшие ранее требования к наёмникам. Министр обороны России Сергей Шойгу объявил о готовности к отправке 16 тыс. добровольцев из стран Ближнего Востока в ДНР и ЛНР. В их числе сирийские военные с опытом городских боёв, на что было получено согласие президента Сирии Башара Асада. Госдепартамент США расценил это как эскалацию конфликта.
В информационном агентстве Интерфакс-Украина прошла пресс-конференция трёх сбитых и попавших в плен лётчиков ВКС России, в ходе которой те признали факт атак по мирным целям. Украинская сторона также заявила о гибели командующего 29-й общевойсковой армией Восточного военного округа РФ генерал-майора Андрея Колесникова.

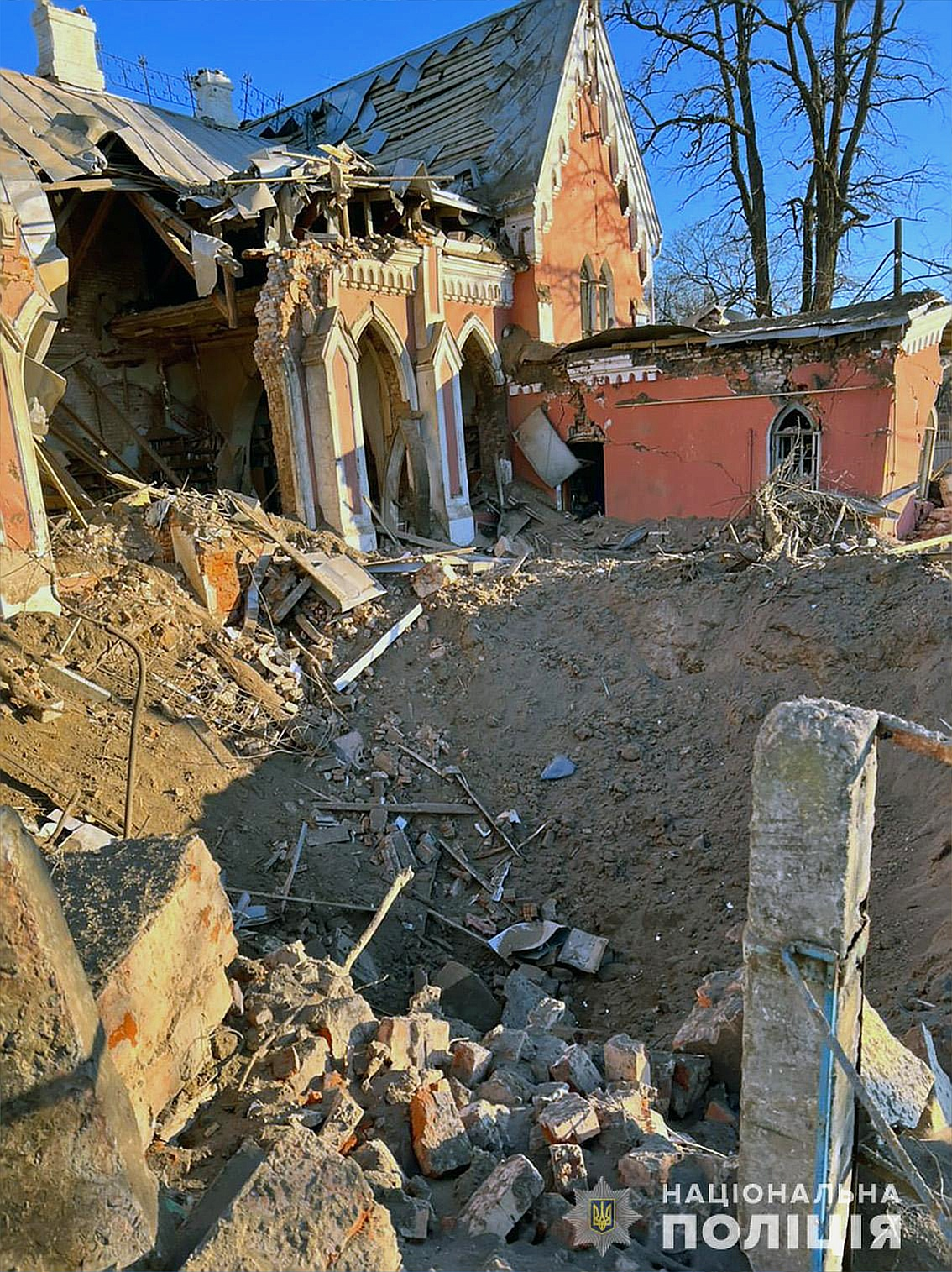
Дом В. В. Тарновского в Чернигове после авиаудара 11 марта

Ряд крупных украинских городов подверглись бомбардировкам: в Житомире была разрушена школа и повреждена теплотрасса, в Николаеве под обстрел попала онкологическая больница, в ходе трёх авиаударов по городу Днепр была разрушена обувная фабрика, пострадали соседние жилые дома. Власти Мариуполя заявили о гибели 1528 мирных жителей с начала войны и обвинили российскую сторону в саботаже открытия гуманитарных коридоров. В российском Минобороны переложили вину на «боевиков», которые заминировали подступы к городу и устраивают беспорядочную стрельбу на улицах.
Журналисты-расследователи Андрей Солдатов и Ирина Бороган, изучающие тему российских спецслужб, заявили о репрессиях в отношении 5-й службы ФСБ России, ответственной за разведку и оперативную работу на постсоветском пространстве, включая Украину. По их информации, руководитель службы Сергей Беседа был отправлен под домашний арест в связи с хищениями и предоставлением недостоверной развединформации.
YouTube заблокировал все каналы, связанные с российскими СМИ с государственным финансированием. Генпрокуратура РФ обратилась в суд с просьбой признать Meta (головную компанию Facebook, Instagram, WhatsApp) экстремистской организацией после смягчения политики компании в отношении hate speech в адрес российских военных и президента России Владимира Путина.

### 12 марта
Британская разведка сообщила, что основная группа российских войск находится примерно в 25 км от центра Киева, и части армии пытаются оцепить город.

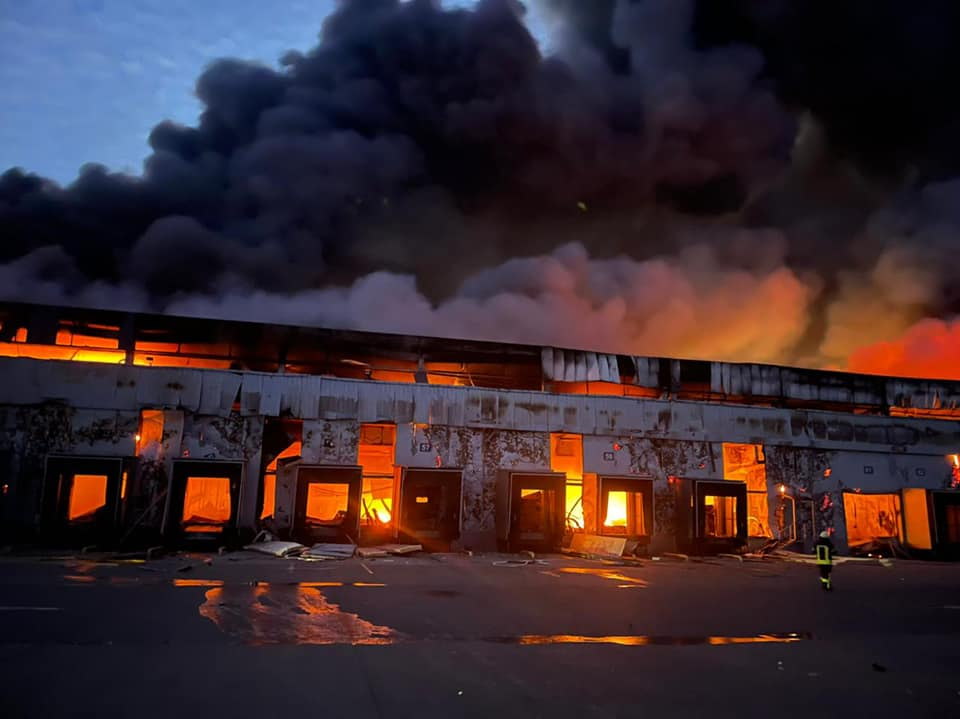
Склад продуктов в селе Квитневое Киевской области после обстрела 12 марта

Утром в результате российского ракетного удара в районе города Васильков Киевской области была уничтожена авиабаза и возник пожар на складе боеприпасов. Ещё одним российским ударом уничтожен склад с 50 тысячами тонн продуктов в селе Квитневое Киевской области — один из крупнейших в Европе.
Чернигов был отрезан от электричества, воды и отопления, под обстрелами оказались гражданские объекты.
В ходе российского наступления в Запорожской области были взяты сёла Щербаки и Степовое, расположенные примерно в 40 км к югу от Запорожья.

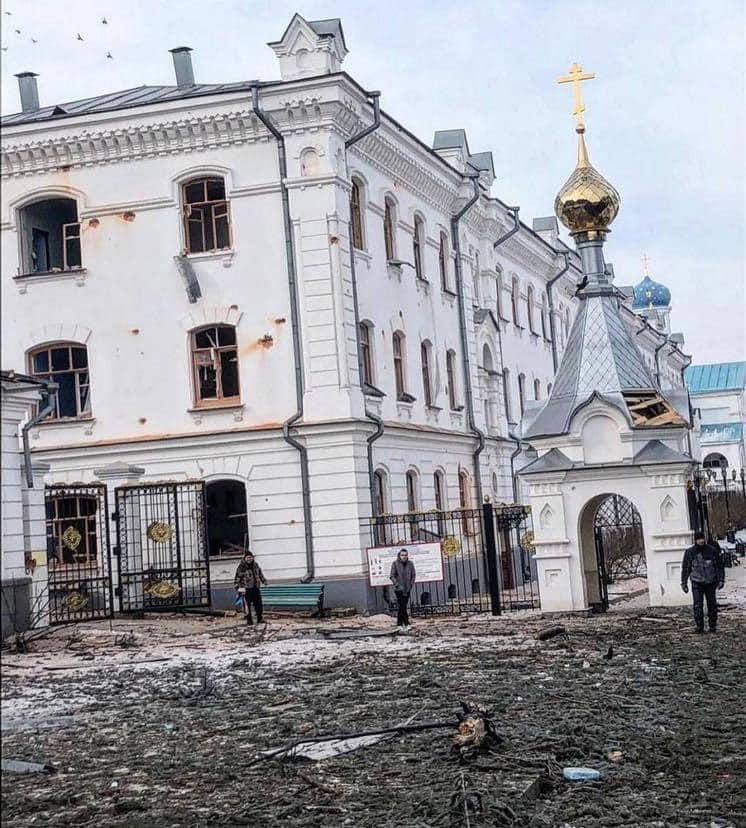
Гостиница Святогорской лавры после авиаудара 12 марта

В Донецкой области российским авиаударом была повреждена Святогорская лавра (вероятно, первый из множества ударов по ней). Официальные представители Украины обвинили российские вооружённые силы в использовании запрещённых фосфорных боеприпасов при бомбардировке города Попасная.
Прокуратура Херсонской области заявила о попытках создания на занятых ВС РФ территориях «Херсонской народной республики» (ХНР). В Мелитополе российские военные назначили и. о. мэра взамен прежнего избранного мэра Ивана Фёдорова. Мирные жители вышли на протестную акцию с требованием освободить городского главу.
Bloomberg подсчитал, что экономические потери России за две недели войны составили 30 млрд долларов ВВП. Производство из-за санкций сократилось на 2 %. Украинский Forbes оценил стоимость уничтоженной российской военной техники в 5,1 млрд долларов.

### 13 марта
Российские войска вели успешное наступление к северу от Мариуполя. Генштаб Украины подтвердил, что они взяли сёла Старомлыновка, Евгеновка, Павловка и Егоровка.
Российские войска нанесли удар крылатыми ракетами по Яворовскому военному полигону, где в числе прочих, находились иностранные добровольцы. По данным Минобороны России, в результате удара был уничтожен большой склад иностранного оружия и погибло до 180 иностранных наёмников. По заявлению украинских властей, погибло более 50 военнослужащих и ранено почти 150.
Официальные украинские лица заявили об обстреле гуманитарной колонны, следовавшей в Мариуполь. Власти Мариуполя объявили о гибели с начала войны 2187 мирных жителей и 22 авианалётах только за последние сутки. В Святогорске Донецкой области под удар российской артиллерии попала Святогорская Лавра — монастырь УПЦ МП. Папа Римский Франциск в выступлении перед собравшимися на площади Святого Петра назвал российские обстрелы больниц и других гражданских объектов варварскими, совершёнными без веских стратегических причин. В 37 городах России прошли антивоенные акции, 864 человека задержано.
В районе Ирпеня во время работы над проектом о беженцах для журнала TIME погиб документалист и журналист Брент Рено. Автомобиль, где находились Брент и его коллега Хуан Арредондо, был обстрелян российскими солдатами после проезда через украинский блокпост в городе Ирпень. Арредондо получил ранение и был доставлен в больницу. Это была первая зарегистрированная смерть иностранного журналиста во время вторжения России на Украину.

### 14 марта

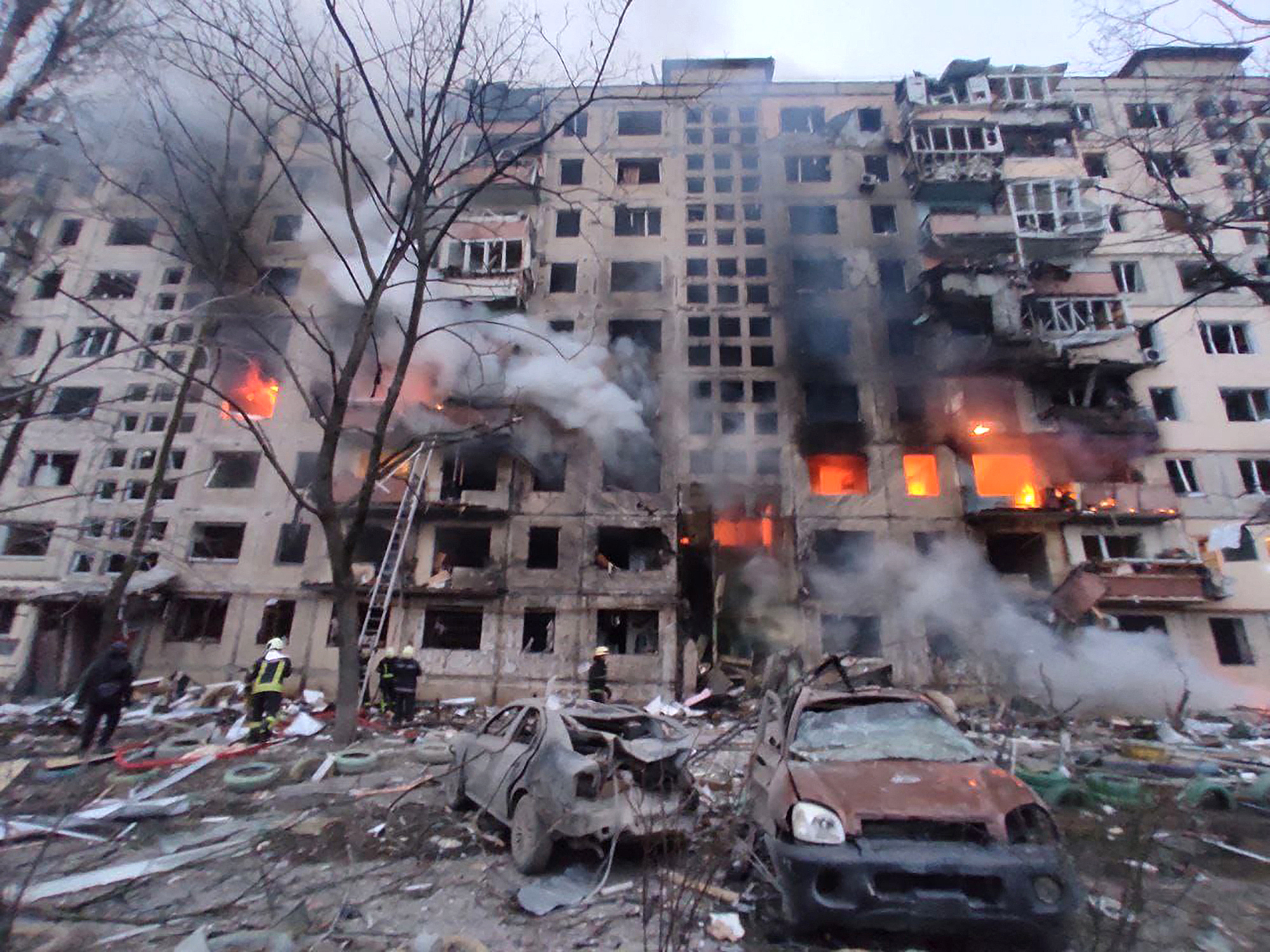
Дом в Киеве на Богатырской улице после обстрела

По результатам первых недель вторжения российская армия отказалась от прорывов, маршей и десанта в пользу осад и штурмов городов. На стратегическом уровне параллельно с попытками блокировать Киев началось наступление на нескольких сходящихся траекториях с целью окружить группировку ВСУ на Донбассе. Украинская сторона не могла перехватить инициативу и продолжила вести оборону с опорой на города, атаковать линии снабжения и точечно контратаковать с целью распылить силы противника.
В районе Киева украинские войска остановили продвижение российских войск фланговыми атаками и помешали тем окружить столицу. В районе Харькова ВСУ небольшими столкновениями связали относительно слабую группу российских сил. Южнее Харькова российские войска заняли Балакею и Изюм, навстречу им двигаются части ВС РФ и ДНР из района Гуляйполя и Волновахи. К востоку от Славянска и Краматорска российские силы пытаются создать малый «котёл» в районе Лисичанска и Северодонецка. На юге в Николаевской и Херсонской областях ВС РФ не смогли продвинуться к Одессе и были связаны фланговыми боями с танковой бригадой, базирующейся в Кривом Роге
Стороны обменялись обвинениями в применении оружия неизбирательного действия: кассетных и фосфорных боеприпасов. Bellingcat подтвердил, что в арсенале РФ были замечены кассетные бомбы. Conflict Intelligence Team отметил, что «фосфорными» очевидцы могли назвать зажигательные боеприпасы, использование которых в современных конфликтах ограниченно допустимо.
Продолжились обстрелы украинских городов. В Киеве снаряды попали в жилые дома. Авиаудар по телевышке в Антополе убил 4 человек. Ракетный удар по административным зданиям в посёлке Ставище уничтожил 7 зданий. Мэр Ахтырки заявил о трёх погибших мирных жителях в результате ночной бомбардировки города. Всего из-за обстрелов без света остались больше 1000 населённых пунктов Украины.
В Донецке ракета «Точка-У» с кассетным зарядом попала в жилой квартал, СМИ сообщали о 21 погибших и почти 30 раненых. Российская сторона бездоказательно обвинила в ударе украинские войска, Украина отвергает обвинения в причастности к ракетному удару. По расположению хвостовой части и другим признакам расследователи из Conflict Intelligence Team пришли к выводу, что ракета прилетела с юго-востока — с территории, подконтрольной российским и сепаратистским силам. Направлением полёта ракеты была Авдеевка, где закрепились украинские силы, по которым уже наносили удары с применением ракет «Точка-У». Таким образом, предположили исследователи, трагедия могла стать результатом неудачной атаки ВС РФ или сепаратистов по позициям ВСУ.
Работали гуманитарные коридоры из Мариуполя в сторону западной Украины. Украинские активисты заблокировали движение российских фур на польско-белорусской границы, утверждая, что те пытаются провести грузы в обход западных санкций.
The Wall Street Journal заявил о том, что Генпрокуратура России угрожает уходящим из России компаниям арестом активов и преследованием сотрудников. «Единая Россия» предложила ввести уголовную ответственность за исполнение международных санкций против России. В регионах России началась подготовка к празднованию годовщины присоединения Крыма, стилеобразующим элементом которой должна была стать буква Z — символ поддержки российского вторжения на Украину.
Во время прямого эфира вечернего выпуска новостей на Первом канале в кадр вошла женщина с антивоенным плакатом — сотрудница канала, тележурналиста Марина Овсянникова. Она была задержана.

### 15 марта
ВСУ заявили об уничтожении вертолётов и техники в занятом Россией аэропорту Херсона.

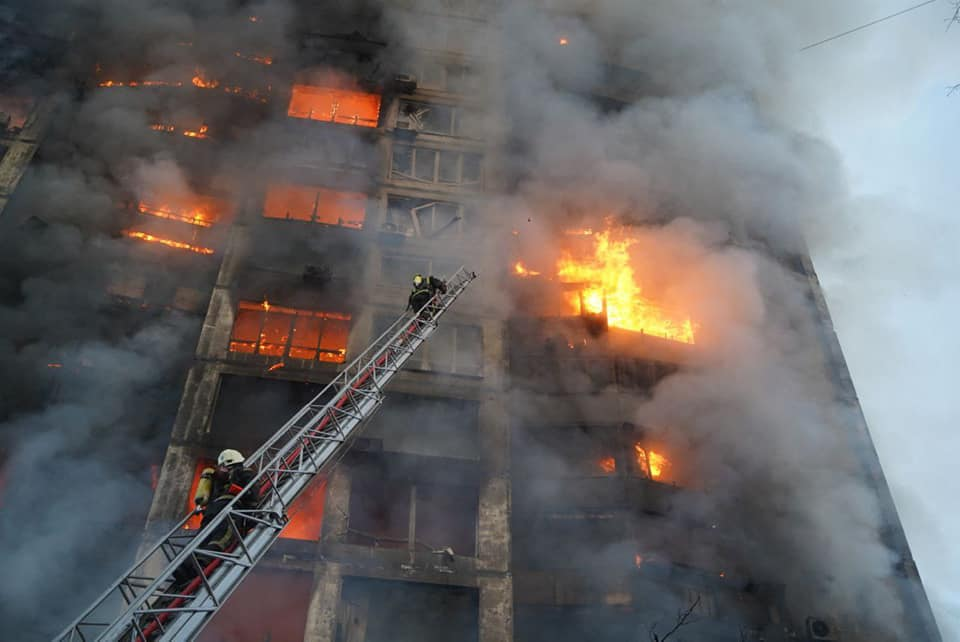
Дом в Киеве (Чернобыльская улица) после обстрела

Продолжились обстрелы украинских городов. В Киеве снаряды попали в жилые дома в Подольском и Святошинском районах и на Оболони. От бомбёжек пострадали Рубежное, Северодонецк и Попасная на контролируемой Украиной части Луганской области. В Рубежном удары были нанесены по интернату для детей с нарушениями зрения, больнице и трём школам. Власти Мариуполя заявили, что число жертв российских обстрелов в городе может достигать 20 тыс. человек.
По гуманитарному коридору из Мариуполя в западном направлении выехали несколько тысяч автомобилей.
Украинская сторона заявила о гибели под Мариуполем генерала ВС РФ Олега Митяева. Владимир Зеленский назначил Эдуарда Москалёва новым командующим Операцией объединённых сил.
Владимир Зеленский подписал указы об ответственности за коллаборационизм: до 15 лет лишения свободы и принудительная ликвидация организаций, уполномоченные лица которых сотрудничали с российскими структурами. Верховная Рада продлила военное положение до 25 апреля. В Киев для встречи с Зеленским прибыли главы правительств Польши, Чехии и Словении. Члены ПАСЕ высказались за исключение России из Совета Европы. Не дожидаясь окончательного решения, Россия подала собственное заявление о выходе из организации.
Россия ввела санкции против президента США Джо Байдена и других высокопоставленных чиновников: им был запрещён въезд на территорию РФ. Россельхознадзор запретил поставки яиц и птицы из Мэриленда, Южной Дакоты, Айовы и Миссури. Сергей Аксёнов предложил правительству РФ на полгода ввести государственное регулирование цен на продукты. Глава Совета по правам человека при президенте РФ Валерий Фадеев заявил, что не считает цензурой введение уголовного и административного наказания за публикации о войне, не соответствующие официальной позиции российских властей.

### 16 марта
Украинская сторона заявила о контрнаступлении на Бучу, Гостомель, Ирпень, Херсон и район города Николаев. Также украинские официальные лица заявили, что на северо-западном направлении российская армия использует территорию Белоруссии для размещения ракетных комплексов и нанесения ударов по целям на Украине.

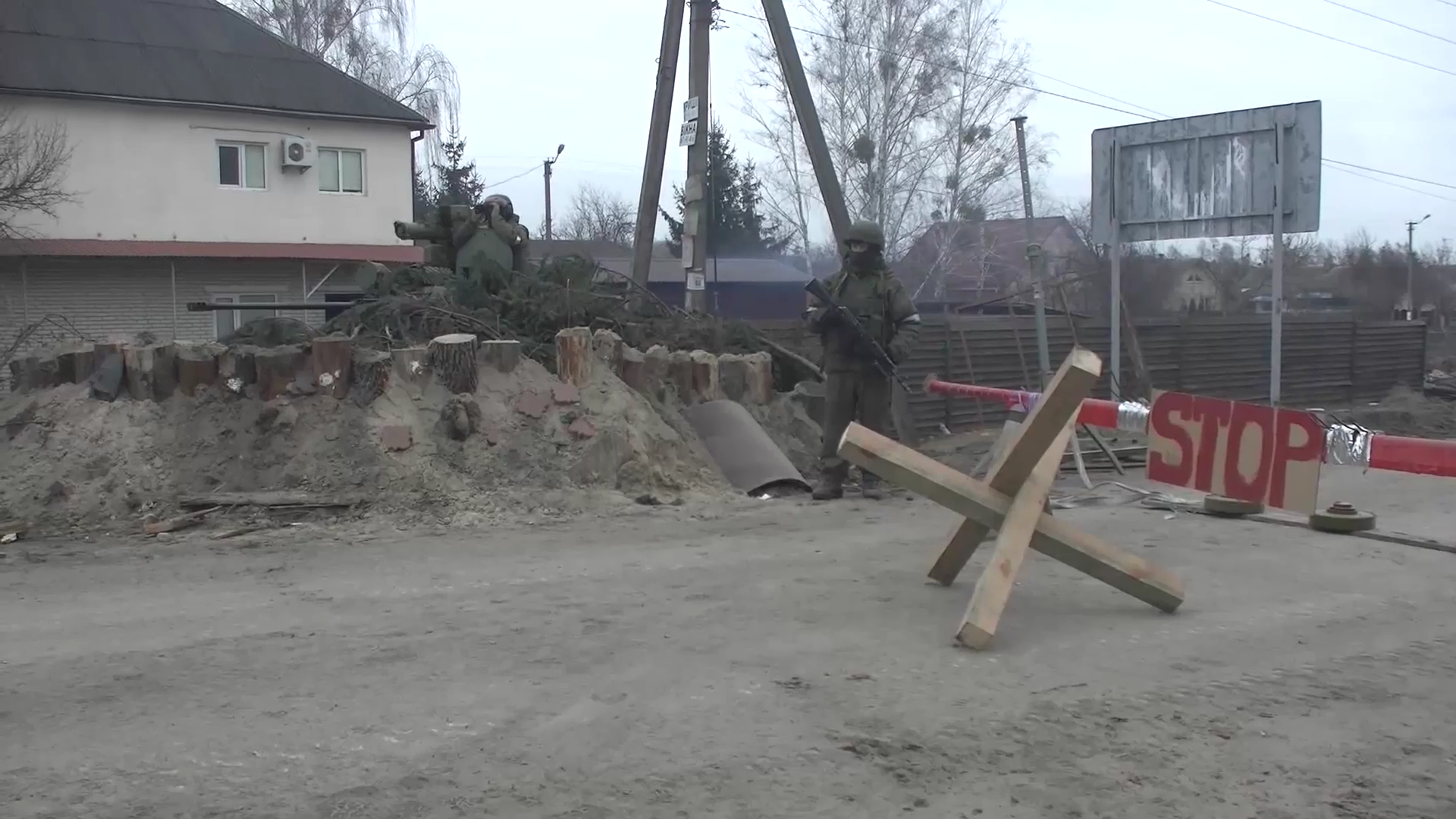
Блок-пост российских десантников в Киевской области рядом с жилым домом, 17 марта 2022

Российские войска нанесли ракетный удар по телебашне в Виннице, выведя из строя городские средства вещания.
Российским авиаударом был разрушен Донецкий академический областной драматический театр в Мариуполе, который служил местом сбора для эвакуации и укрытием (под зданием театра было организовано бомбоубежище), а его территория была отмечена несколькими крупными надписями «Дети», хорошо видимыми на спутниковых снимках. Украинские и независимые источники заявляют, что погибли от 300 до 600 человек. Как и в случае с детской больницей № 3 и родильным домом, официальные лица Минобороны России обвинили в произошедшем украинских военных, однако многими экспертами их утверждения были признаны несостоятельными.
Обстрел российской армией очереди за хлебом в Чернигове: погибли не менее 18 человек (в том числе гражданин США, университетский преподаватель) и ранены 26.
Международный суд ООН под председательством Джоан Донахью потребовал от России прекратить военные действия: такую обеспечительную меру запросила Украина в рамках рассмотрения иска против России о ложных обвинениях в геноциде, которые стали основанием для вторжения. Комитет министров Совета Европы исключил Россию из организации. Президент Украины Владимир Зеленский выступил перед Конгрессом США. В комментарии журналистам президент США Джо Байден публично назвал Владимира Путина военным преступником.

### 17 марта
Украинские войска провели успешную контратаку под Вознесенском.
The New York Times со ссылкой на спецслужбы США привёл оценку потерь российской армии в 7 тыс. человек. Генштаб ВСУ оценил потери России в 13 тыс. Украинская сторона заявила, что с начала войны не получила запросов России о выдаче тел погибших военных.

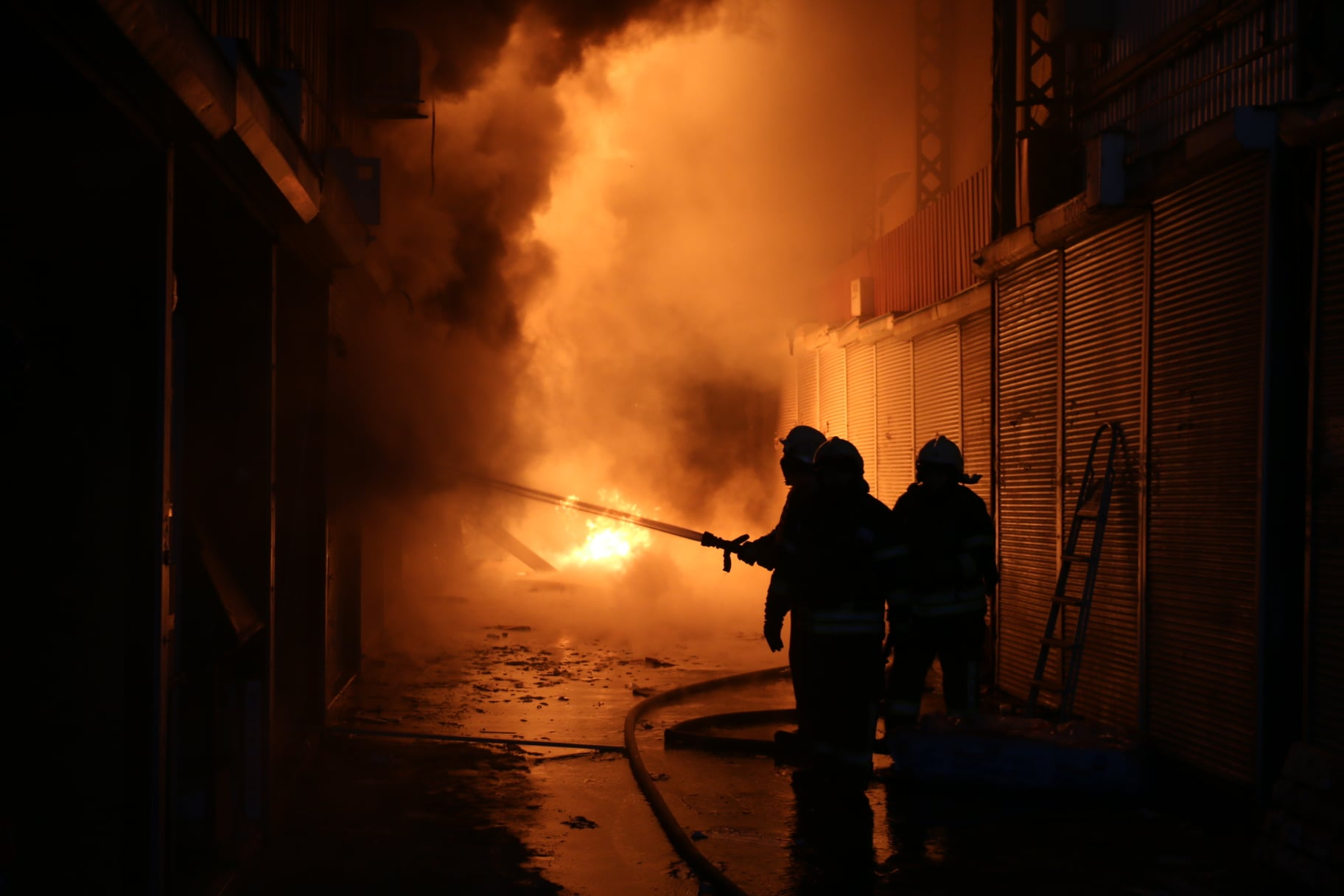
Пожар после обстрела «Барабашово»

Продолжились обстрелы украинских городов. В городе Мерефа Харьковской области были разрушены школа и дом культуры, повреждены жилые дома. В Киеве обломки сбитой ракеты упали на жилой дом. От обстрелов загорелся крупнейший в Восточной Европе рынок «Барабашово» в Харькове. В Чернигове только за сутки 53 погибших. Жертвы и разрушения и в других населённых пунктах Украины: Казачьей Лопани, Новых Петровцах. ВОЗ подтвердила 43 атаки на медицинские учреждения Украины с начала войны.
Спасатели в Мариуполе разобрали завалы и начали выводить выживших из бомбоубежища под уничтоженным российской авиацией драмтеатром. Власти Италии пообещали Украине помощь в восстановлении театра.
США приняли решение о поставке Украине 100 дронов-камикадзе Switchblade. Также США создали международную группу для поиска и ареста коррупционных активов российской элиты за рубежом. Актёр и бывший губернатор Калифорнии Арнольд Шварценеггер записал антивоенное видео-обращение к россиянам. Джо Байден публично назвал Путина кровавым диктатором и чистейшим головорезом.
Парламенты Эстонии, Латвии и Литвы обратились к ООН с просьбой о создании бесполётной зоны над Украиной. МИД Узбекистана заявил о непризнании ЛНР и ДНР и осудил войну. МИД КНР выразил поддержку Украине. ЕСПЧ приостановил полномочия судьи от России Михаила Лобова. Кабинет министров Совета Европы приостановил все отношения с Белоруссией из-за её активного участия в российской агрессии.

### 18 марта

Карта оперативной обстановки Минобороны России в Донецкой и Луганской областях на 18 марта 2022 года

На всех направлениях, кроме Донбасса, российское наступление замедлилось или увязло. Несмотря на скромные оперативные успехи, ВС РФ понесли большие потери. Под Киевом ВСУ малыми силами связали широкие фланги российской группы войск и нарушили снабжение. В Херсонской области, не имея ресурсов для наступления на Одессу, российские войска оказались втянуты в артиллерийскую войну с укрепившимися в районе силами украинской армии. Наступление на Гуляйполе и к югу от Запорожья затормозилось, в тылу российских войск развернулась партизанская война.
Наступление ВС РФ со стороны Донецка развивалось медленно и тяжело: эту линию обороны ВСУ готовили 8 лет. С севера эту группировку украинских сил пытаются окружить отряды российской армии, которые двигаются из Изюма и Балакеи. На юге региона объединённые силы России и непризнанных республик наступают на Славянск и Краматорск. Часть армии связана боями за Мариуполь.
Утром российская армия нанесла ракетный удар по расположению 79-й отдельной десантно-штурмовой бригады ВСУ на севере Николаева, в результате удара обрушились несколько зданий. Би-би-си со ссылкой на свой источник сообщила, что в момент удара около 200 солдат спали в казармах. Глава Николаевской облгосадминистрации Виталий Ким обвинил россиян в том, что они «трусливо поразили спящих солдат ракетой». По данным украинских властей, погибли не менее 40 человек. Би-Би-Си отмечала, что «по некоторым данным, в результате удара, возможно, погибли по меньшей мере 45 человек, однако число жертв может вырасти». Агентство «Франс-Пресс» цитировало одного из украинских солдат, сообщившего, что «обнаружено не менее 50 тел, но мы не знаем, сколько ещё находится под обломками». Корреспондент бельгийского издания Het Laatste Nieuws сообщил о 80 подтверждённых погибших, отметив большую вероятность, что это число увеличится до более чем 100 человек.
Согласно заявлению Минобороны России, гиперзвуковой ракетой «Кинжал» был уничтожен крупный подземный склад ракет и авиационных боеприпасов ВСУ в Делятине Ивано-Франковской области (эта атака стала первым боевым применением ракеты «Кинжал»). Спикер Командования Воздушных сил ВСУ Юрий Игнат подтвердил нанесение удара по складу и сообщил, что там произошла детонация боеприпасов и имеются повреждения и разрушение.
Минобороны Украины заявило, что Украина «временно» потеряла выход к Азовскому морю в результате наступления российских войск на Донбассе.
Украинская сторона заявила об очередной успешной атаке по позициям ВС России в Чернобаевке и вероятном уничтожении передового командного пункта 8-й общевойсковой армии Южного военного округа РФ и гибели её командующего Андрея Мордвичёва.

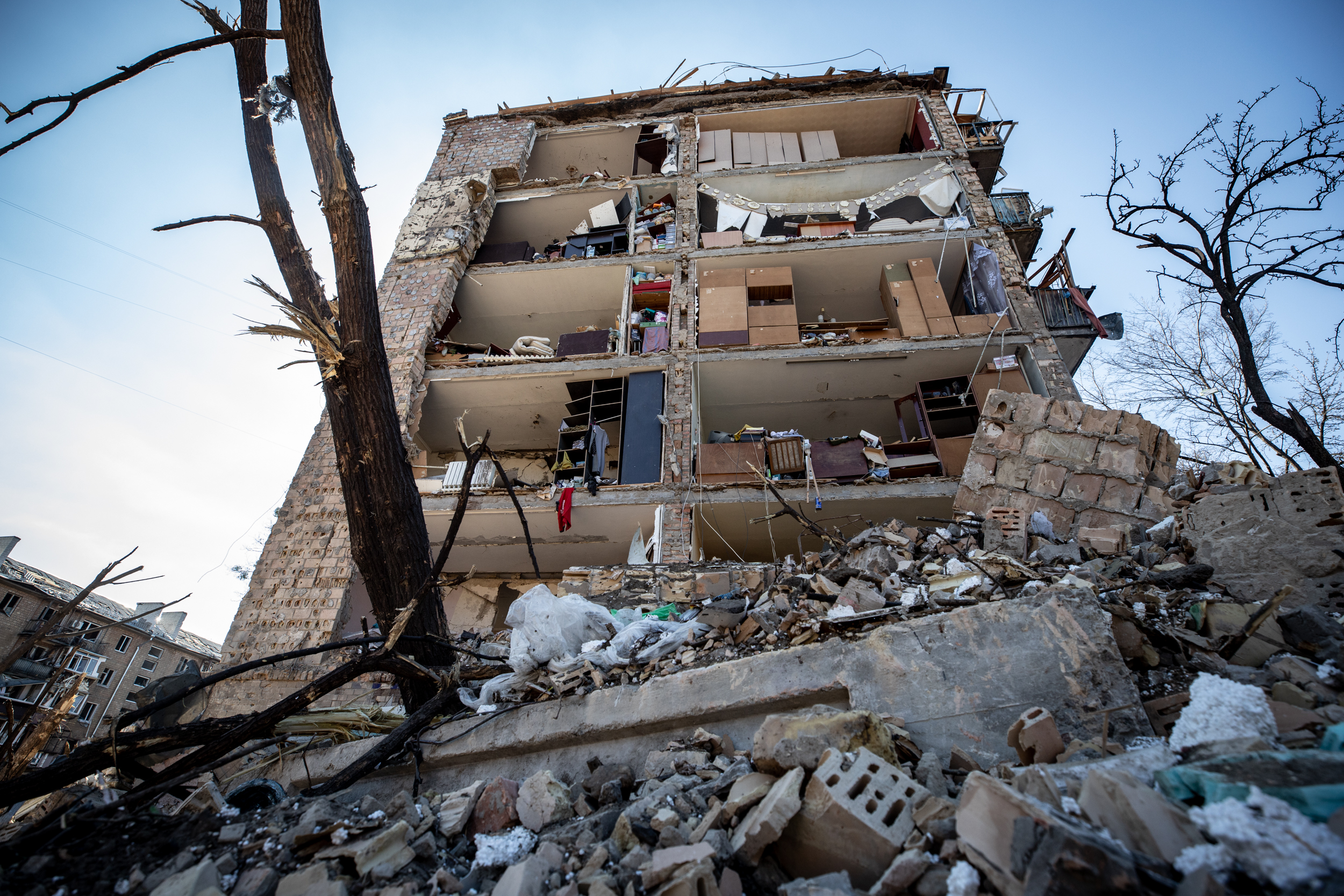
Разрушения в Подольском районе Киева

Продолжились обстрелы украинских городов. Был нанесён ракетный удар по Львовскому государственному авиационно-ремонтному заводу во Львове. Под удар попал жилой квартал в Подольском районе Киева. В Харькове было разрушено здание академии управления при президенте Украины. Краматорск обстреляли ракетами.
По данным ООН, из-за войны четверть населения Украины была вынуждена покинуть свои дома. Болгария, Литва, Латвия и Эстония объявили о высылке российских дипломатов. ЕС перевёл Украине 300 млн евро на поставки оружия.

### 19 марта
Украинская сторона заявила об успехах на Николаевском и Сумском направлениях и захвате 562 военнопленных. В Мариуполе продолжились бои за один из крупнейших сталелитейных заводов страны — «Азовсталь». BBC сообщил о применении российскими военными термобарического оружия — так называемой «вакуумной бомбы».
Продолжились обстрелы украинских городов. Жертвами атаки на посёлок Макаров в Киевской области стали 7 человек, ранено 5. Прокурор международного уголовного суда Карим Хан отчитался о расследовании возможных военных преступлений России на территории Украины.
Работали 8 гуманитарных коридоров из согласованных 10. В западном направлении выехали более 6,6 тыс. человек, в том числе более 4 тыс. жителей Мариуполя.

### 20 марта
Власти Мариуполя заявили об авиаударе российских войск по школе искусств № 12 в Левобережном районе города, где укрывались мирные жители.
На Украине была приостановлена деятельность 11 оппозиционных политических партий, в их числе «Оппозиционная платформа — За жизнь», «Партия Шария», «Оппозиционный блок», партия «Наши».
Владимир Зеленский ввёл в действие решение Совета национальной безопасности и обороны Украины «О реализации единой информационной политики в условиях военного положения». Решение предусматривает «объединение всех общенациональных телеканалов, программное наполнение которых состоит преимущественно из информационных или информационно-аналитических передач, на единой информационной платформе стратегической коммуникации — круглосуточном информационном марафоне «Единые новости #UАразом».
Поздно ночью российским ракетным ударом был разрушен торговый центр Retroville в Киеве, вследствие чего погибло восемь человек; минобороны России заявило, что ТЦ не работал и использовался как стоянка батареи РСЗО.
ООН заявила о подтверждённой с начала войны гибели на Украине 902 мирных жителей, в том числе 75 детей.
В Херсоне партизанами был убит перешедший на сторону России чиновник Павел Слободчиков.

### 21 марта
Российские войска ударили крылатыми ракетами по военному полигону в Ровенской области.
Впервые с начала полномасштабного российского вторжения ВС РФ обстреляли Житомирскую область из реактивных систем залпового огня БМ-21 «Град», четыре человека погибли.
ООН озвучила свои данные по жертвам среди мирного населения с начала войны: не менее 925 человек, включая 75 детей.
В Херсоне российские военные обстреляли и забросали светошумовыми гранатами участников мирного митинга против оккупации. В Харькове во время обстрела погиб Борис Романенко — в прошлом узник лагерей Бухенвальд, Пенемюнде, Дора-Миттельбау и Берген-Бельзен.
Санкт-Петербургское издание «Фонтанка.ру» выпустило расследование о «фабрике троллей», сотрудники которой занимаются созданием иллюзии широкой поддержки нападения России на Украину в социальных сетях.
Meta, головная компания Facebook, Instagram и WhatsApp была объявлена в России экстремистской организацией. Суд решил, что под видом коммерческой деятельности Meta распространяет экстремистские материалы с призывами к насилию, ограничивает доступ к материалам российских СМИ, нарушает права россиян и угрожает конституционному строю России. Это стало реакцией на информацию о временных изменениях в политике Meta в отношении hate speech: компания отменила наказание за призывы к насилию в отношении российских военных в ряде стран после вторжения России на Украину.

### 22 марта
Вечером в результате российского ракетного удара были уничтожены железнодорожная станция и железнодорожный узел в городе Павлоград на востоке Днепропетровской области.
В интервью CNN пресс-секретарь президента России Дмитрий Песков объявил о готовности властей использовать ядерное оружие в ситуации, которая будет сочтена угрозой существованию России. Госдума приняла закон об уголовной и административной ответственности за распространение информации о деятельности российских госструктур (в том числе посольств, прокуратуры и Росгвардии) за рубежом, не соответствующей позиции властей.

### 23 марта
CNN сообщает о пожарах на северо-западе Киева, а также, со ссылкой на высокопоставленного представителя Минобороны США, об оттеснении российских войск к востоку от Киева на 25—35 километров и переходу российских войск к обороне и окапыванию.

### 24 марта
Российские войска вошли в центр Мариуполя. Вечером Рамзан Кадыров заявил, что в боях за Мариуполь чеченские силовики взяли под контроль здание городской администрации и здание окружной прокуратуры Левобережного района, ставшего последним занятым в восточной части города. По заявлению Минобороны России, ракетами «Калибр» в Калиновке под Киевом была «уничтожена крупнейшая из оставшихся у Вооружённых сил Украины топливных баз, с которой осуществлялось снабжение горючим воинских частей в центральной части страны».
Минобороны Украины заявило, что в продолжающихся боях за Изюм российская сторона несёт серьёзные потери.
В морском порту Бердянска был уничтожен большой десантный корабль Черноморского флота ВМФ России «Саратов»; также во время атаки повреждения получил десантный корабль «Новочеркасск». Позже появилась официальная информация о смерти от ранений капитана другого десантного корабля, «Цезарь Куников».

### 25 марта
Российские войска нанесли удар крылатыми ракетами по командному центру Воздушных сил ВСУ в Виннице. По данным властей Украины, удар привёл к «значительным разрушениям» инфраструктуры.
Харьковская полиция заявила о смерти четырёх и ранении трёх человек при обстреле российскими РСЗО городской поликлиники, в которой находился пункт выдачи гуманитарной помощи.

### 26 марта
Российские войска вошли в город Славутич на севере Киевской области; по заявлению мэра города, 3 человека погибли, также он сообщал о ранее полученном ультиматуме о сдаче города без боя.
Украинский политик А. А. Гончаренко заявил, Украина вернула контроль над населёнными пунктами Тростянец, Краснополье и Славгород, находящиеся на самой границе с РФ.
По сообщению местных властей, вечером российскими ракетными ударами был нанесён «значительный ущерб объектам инфраструктуры» во Львове, в частности, две ракеты попали в военный завод, также была полностью уничтожена нефтебаза. По заявлению Минобороны России, с данной нефтебазы велось топливное снабжение ВСУ на Западной Украине и в районе Киева, а заводом был Львовский радиоремонтный завод, на котором осуществлялся ремонт ЗРК, РЛС и танковых прицелов.
ООН заявила о подтверждённой с начала войны гибели на Украине 1106 мирных жителей, в том числе 96 детей.

### 27 марта
Генштаб Украины сообщил о передвижении колонны российского подкрепления в полночь 26/27 марта в направлении Великого Самбора, Дептовки и Голинки (граница Сумской и Черниговской областей). Также сообщается о контратаках, в результате которых украинские силы отбили Тростянец.
Минобороны Великобритании отметило движение российских войск со стороны Харькова и Мариуполя с целью окружить группировку ВСУ на востоке Украины, а также проблемы с реорганизацией российских военных. The Wall Street Journal опубликовал материал о документально подтверждённых потерях российской армии, согласно которому с начала войны украинские силы уничтожили не менее 300 танков. Советник руководителя офиса президента Украины Алексей Арестович заявил о контратаках в Харьковской, Сумской, Киевской и Херсонской областях.
Российские войска нанесли ракетный удар по нефтебазе в Луцке.
Уполномоченный по правам человека Верховной Рады Украины Людмила Денисова заявила о крупных лесных пожарах в зоне отчуждения Чернобыльской АЭС. Генпрокуратура Украины заявила, что с начала войны погибли 139 детей, более 200 были ранены. Мэр Мариуполя заявил в интервью об эвакуации половины населения города, повреждении или уничтожении 90 % жилых домов.
Президент Украины Владимир Зеленский дал первое с начала войны интервью российским журналистам. Роскомнадзор потребовал от российских СМИ не публиковать материалы интервью.

### 28 марта
Мэр Ирпеня Александр Маркушкин заявил об освобождении города, попросив жителей не возвращаться сразу же до его разминирования и «зачистки», в конце дня президент Владимир Зеленский подтвердил сообщение.
Согласно официальному релизу военной разведки Великобритании, центр Мариуполя оставался под контролем украинских сил; Мэр Мариуполя Вадим Бойченко сообщил, что из осаждённого города эвакуирована половина жителей (из довоенных 540 тыс. населения).
Российские войска нанесли удар по железнодорожной инфраструктуре возле города Боярка Киевской области, в результате возникли перебои с движением поездов к юго-западу от Киева.
По данным ООН, Украину с начала российского вторжения покинули более 3,8 млн человек.
Генштаб Украины сообщил, что из-под Сум обратно в Россию была полностью выведена БТГ 1-й гвардейской танковой армии для возможной передислокации. Это первое с начала войны сообщение украинской стороны о полном выводе российского подразделения назад в Россию для передислокации на другое направление. Также Генштаб сообщает, что российские войска уничтожили несколько мостов в Черниговской и Сумской областях, в том числе в Конотопе. ISW предполагает, что это было сделано с целью помешать контратакам, что, по мнению ISW, указывает на невозможность возобновления российскими войсками крупных наступательных операций в регионе.

### 29 марта
Телеканал CNN со ссылкой на свои источники в разведке США сообщил об отводе части российских войск из-под Киева, что расценивалось как «значительное» изменение стратегии России.
Утром российским ракетным ударом было значительно разрушено 9-этажное здание Николаевской облгосадминистрации в Николаеве. Погибли 37 человек и были ранены не менее 33.
Генштаб Украины сообщил, что части 1-й гвардейской танковой армии РФ, которые были сконцентрированы около Сум на российской территории, направляются на другие направления, предположительно — на юго-восток Украины. Другие украинские источники заявляют, что части этой же армии усиливали российские позиции в Каменке. ISW указывает, что остается неясным, идёт ли речь об одних и тех же частях.

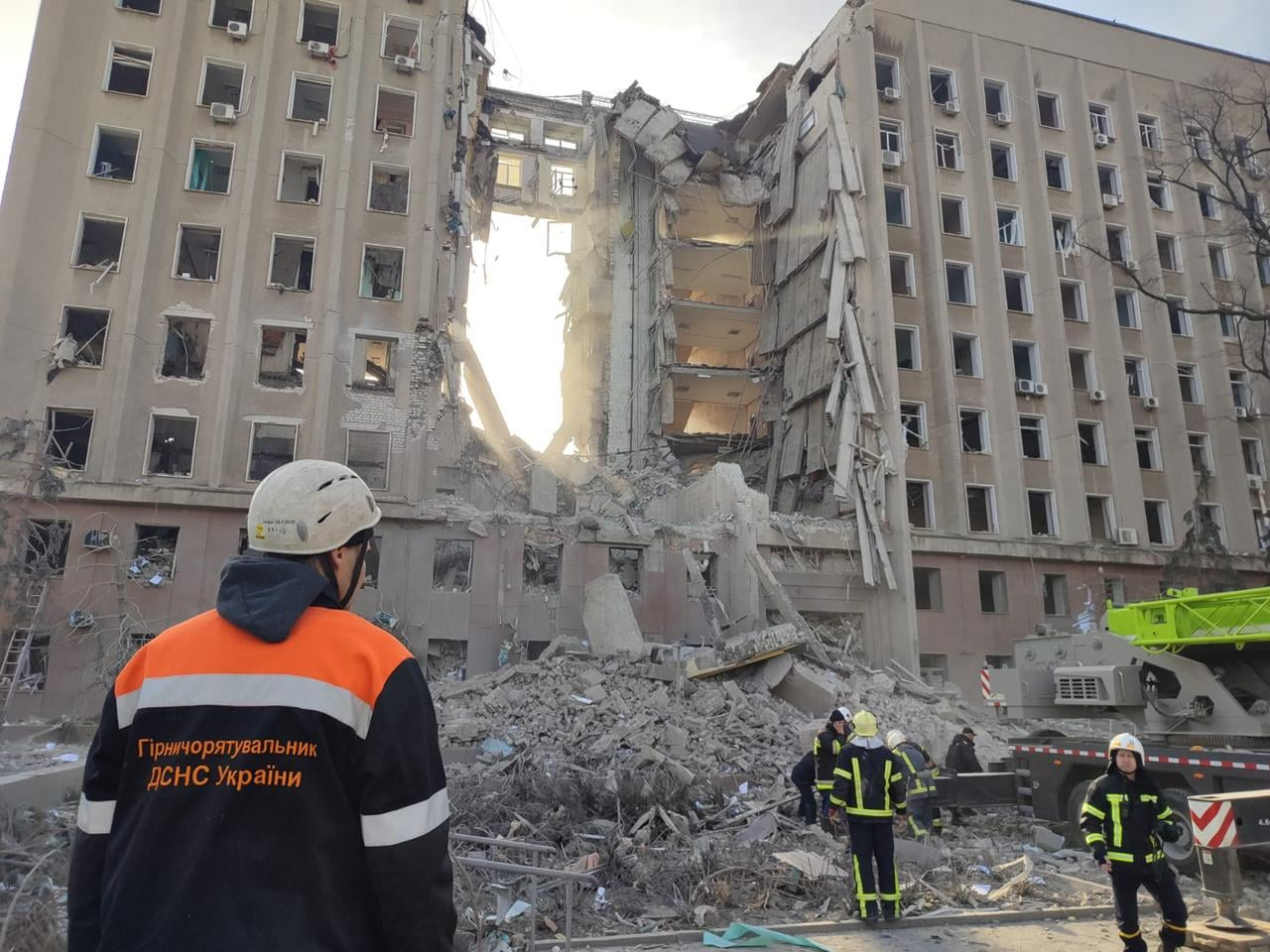
Здание Николаевской областной государственной администрации после российского ракетного удара
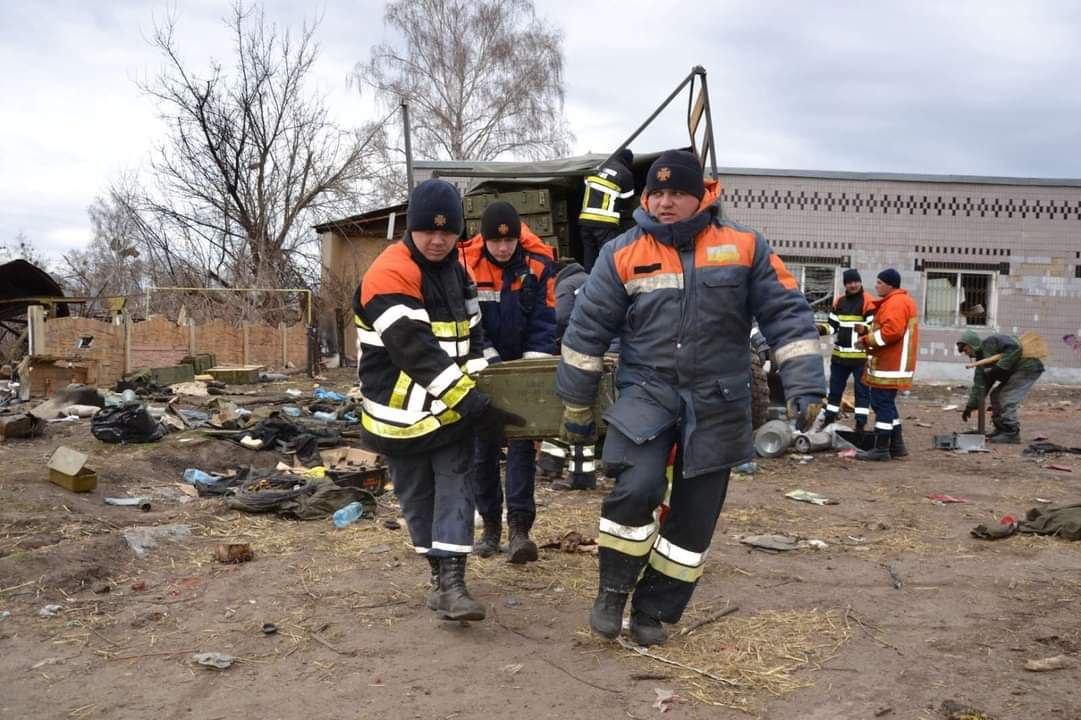
ГСЧС Украины убирает мёртвые тела в городе Тростянец
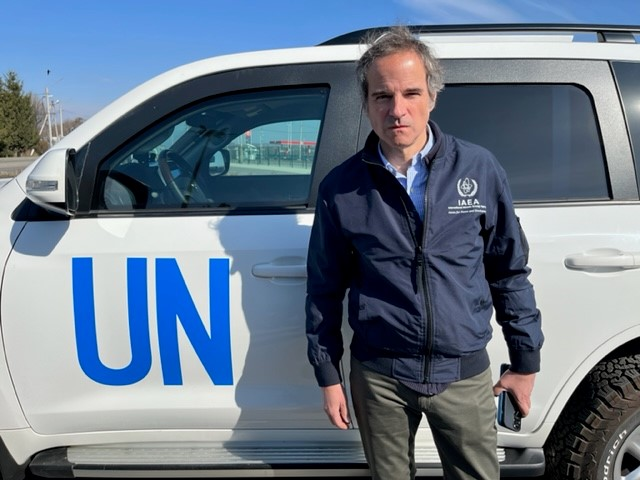
Глава МАГАТЭ Рафаэль Гросси прибыл на Южно-Украинскую АЭС

### 30 марта
Арабская служба BBC выпустила материал о сирийских наёмниках, подписывающих контракты на участие в войне на Украине. Ранее российская сторона утверждала, что все они — добровольцы, которые хотят отблагодарить Россию за интервенцию в ходе гражданской войны на их родине. Deutsche Welle рассказала о добровольческих батальонах чеченцев, которые участвуют в войне на стороне Украины.
Глава ВОЗ сообщил о 82 обстрелах украинских больниц и гибели более 72 человек — сотрудников и пациентов. Верховный комиссар ООН по правам человека начал расследование применения ВС РФ кассетных боеприпасов. Украина сообщила об эвакуации более 1,5 тыс. человек из Мариуполя и городов Запорожья по 3 гуманитарным коридорам, российская сторона — об эвакуации 20,5 тыс. человек из районов Украины, ЛНР и ДНР за день и более 500 тыс. с начала войны.
Разведка США рассекретила доклад, утверждающий, что ближайшее окружение Владимира Путина дезинформирует его о ходе войны, потерях ВС РФ и последствиях санкций. Минобороны США сообщило о продолжении обстрелов Киева, присутствии около 1000 боевиков ЧВК Вагнера на Донбассе и отходе российских войск из зоны отчуждения Чернобыльской АЭС. По информации украинской стороны, российские военнослужащие были облучены в ходе рытья окопов в Рыжем лесу и были доставлены в центр радиационной медицины в Гомеле.
В Харькове в ходе обстрелов был повреждён газопровод, в Лисичанске под удар попали жилые кварталы, разрушен детский сад. Глава Следственного комитета Александр Бастрыкин поручил проверить содержание украинских учебников истории на предмет русофобии и искажения истории.

### 31 марта

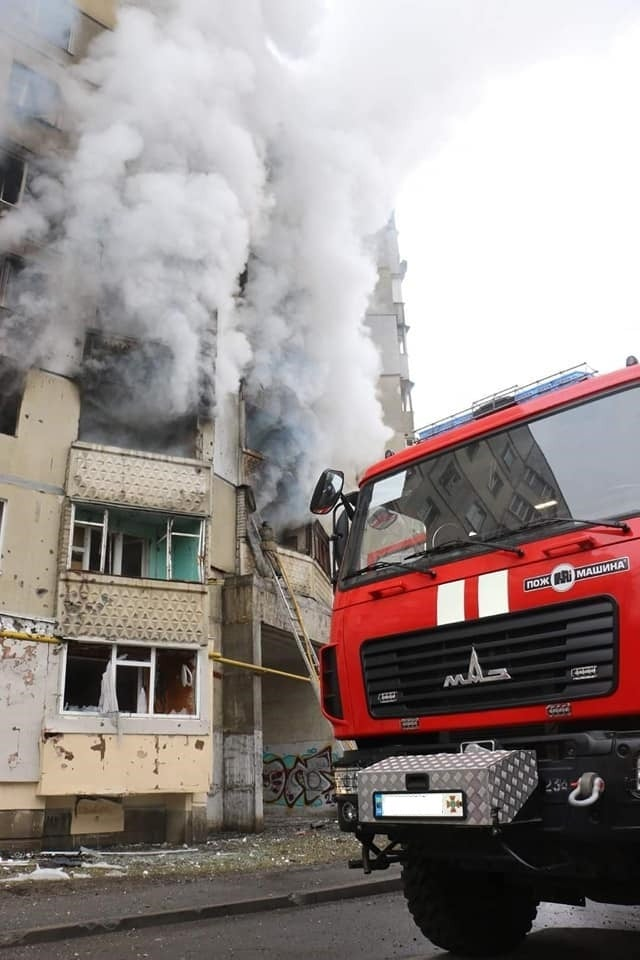
Харьковский жилой дом после обстрела

Продолжились обстрелы Харькова, Чернигова, бои вблизи Киева, штурм Мариуполя. Минобороны США сообщила о более, чем 300 боевых вылетов российской авиации на направлениях Киева, Чернигова, Изюма и Донбасса. «Медиазона» сообщила о 300 военнослужащих 4-й гвардейской военной базы из Южной Осетии, которые отказались участвовать в военной агрессии на Украине: по информации издания, поводами послужило плохое обеспечение и отношение к останкам погибшего соотечественника, которые офицеры решили бросить на поле боя.
Россия заблокировала продление мониторинговой миссии ОБСЕ, которая собирала объективную информацию о гуманитарной ситуации и работала над смягчением последствий российско-украинский войны для мирного населения с 2014 года. Украина обвинила Россию в срыве гуманитарной операции в Мариуполе и обстреле гуманитарной колонны под Черниговом. Число беженцев, по оценке Верховного комиссара ООН, превысило 4 млн человек. Украинская сторона заявила о гибели 148 детей с начала войны.
Президент РФ Владимир Путин в разговоре с премьер-министром Италии Марио Драги заявил, что условия для прекращения огня на Украине «ещё не созрели», а время для встречи с Зеленским ещё не пришло.
ВСУ заявило о переброске российской военной техники и наёмников из стран Ближнего Востока в Белоруссию.
Представитель Международного благотворительного фонда имени Раби Нахмана и глава еврейской спасательной организации «Хацала Украина» опровергли заявления Минобороны РФ об использовании украинскими войсками синагоги в Умани для военных нужд с целью провокации. Ранее российские официальные лица также утверждали, что украинские военные вывозили из синагоги оружие, боеприпасы и наёмников на автобусах со знаком «Дети».
По утверждениям ISW, украинская армия скорее всего провела серию успешных контратак в Сумской области.